# Städten (Balgstädt)
Städten ist ein Dorf und Ortsteil der Gemeinde Balgstädt im Burgenlandkreis im Süden von Sachsen-Anhalt.
Städten hat 41 Einwohner.

## Geschichte
Nach der Niederlage in der Völkerschlacht bei Leipzig rastete Kaiser Napoleon am 21. Oktober 1813 beim Orts- und Friedensrichter Gottfried Lautenschläger im Lautenschlägerschen Gehöft.
Städten und Größnitz gehörten bis 1815 zum wettinischen, später kursächsischen Amt Freyburg. Durch die Beschlüsse des Wiener Kongresses kamen sie zu Preußen und wurden 1816 dem Kreis Querfurt im Regierungsbezirk Merseburg der Provinz Sachsen zugeteilt, zu dem sie bis 1944 gehörten.
Am 1. Juli 1950 wurde zunächst die bis dahin eigenständige Gemeinde Städten nach Größnitz eingemeindet. Zusammen mit Größnitz wurde Städten dann am 1. Juli 2009 in die Gemeinde Balgstädt eingemeindet.

## Lage
Das Dorf liegt zwischen Möllern und Größnitz rund vier Kilometer südwestlich von Balgstädt an Rande des Naturschutzgebiets Tote Täler in einem Nebental der Unstrut. Eine Erweiterung des Naturschutzgebiets im Raum Städten ist in der Planung.